# Giuseppe Rossi
Pour les articles homonymes, voir Rossi.
Giuseppe Rossi, né le 1er février 1987 à Teaneck dans le New Jersey aux États-Unis, est un footballeur international italien qui joue au poste d'attaquant.

## Biographie

### Débuts de carrière
Son père était entraîneur de football dans le New Jersey. Il quitte les États-Unis à l'âge de treize ans, avec sa famille, pour rejoindre le centre de formation de Parme. En juillet 2004, Parme, en difficultés financières, le cède à Manchester United pour 295 000 euros.
Évoluant à Manchester United lors de la saison 2005-2006, il ne joue que cinq matchs en étant une fois titulaire et quatre fois remplaçant (131 minutes de présence sur le terrain et un but marqué face à Sunderland). En FA Cup, il inscrit un doublé en 32e de finale.
Le 31 août 2006, Rossi est prêté jusqu'en janvier 2007 à Newcastle. Non satisfait de son temps de jeu à Newcastle, Manchester décide de le prêter à Parme en janvier 2007. Il inscrit un but victorieux dès son premier match de Serie A.

### Villarreal
À l'inter-saison de l'année 2007, Manchester United le cède au club espagnol de Villarreal pour environ 10 millions d'euros. Rossi, après avoir sauvé de la relégation son club formateur de Parme en marquant 9 buts en 19 matchs de Serie A, découvre le championnat espagnol, sous ses nouvelles couleurs.
Il s'y fait remarquer en marquant des buts qui propulsent Villarreal à la deuxième place du championnat.
Durant le mercato, il est sollicité par de nombreux clubs italiens, dont l'Inter Milan ou la Juventus FC, mais décide de rester fidèle à Villarreal. Dans le même temps, il participe aux Jeux olympiques de Pékin avec l'équipe d'Italie olympique. Malgré l'élimination dès les quarts de finale de son pays contre la Belgique, Rossi s'illustre au sein de l'attaque italienne aux côtés de Sebastian Giovinco.
Le 18 décembre 2010, il inscrit son 59e but avec le maillot de Villarreal et égale le record du meilleur buteur de l'histoire du club Diego Forlán.
Le 6 janvier 2011, il inscrit ses 60e et 61e buts avec le maillot de Villarreal et devient alors le meilleur buteur de l'histoire du club.
Mais l'attaquant international italien se blesse dès le 26 octobre 2011 puis gravement le 13 avril 2012, et doit être opéré aux ligaments croisés du genou droit. Son retour à la compétition n'est alors prévu qu'en février 2013.

### Fiorentina
Le 4 janvier 2013, Rossi s'engage pour 11 millions d'euros à la Fiorentina. Il réalise l'un de ses plus beaux match contre la Juventus. En effet, il fait chuter à lui seul la Juventus avec un triplé inscrit en quinze minutes, ce qui permet aux Fiorentini de remporter le match 4-2. Il finit cette saison sixième meilleur buteur avec 16 réalisations.

### Levante
Le 22 janvier 2016, il est prêté pour six mois au Levante UD. Le club est relégué en deuxième division au terme de la saison.

### Celta de Vigo
Le 29 août 2016, Rossi rejoint le Celta de Vigo. Une nouvelle blessure au genou en avril 2017 vient cependant entacher sa saison. Il n'aura joué que 18 matchs durant la saison 2016-2017. Son prêt prend fin ainsi que son contrat à la Fiorentina. Il se retrouve donc sans club.

### Genoa
Le 4 décembre 2017, Rossi s'engage au Genoa CFC. Il fait ses débuts le 20 décembre en rentrant en jeu contre la Juventus en Coupe d'Italie pour une défaite 2-0.

### Real Salt Lake
Sans contrat depuis l'été 2018, Rossi signe au Real Salt Lake le 27 février 2020 après avoir participé au camp de pré-saison de la franchise américaine. L'option pour la saison 2021 de son contrat n'est cependant pas levée le 30 novembre et le joueur devient donc libre.

### SPAL
Après avoir passé quelque temps à s'entraîner et à retrouver sa forme physique avec le groupe, Rossi signe jusqu'à la fin de saison au club de Serie B de la SPAL le 19 novembre 2021.
Libéré de son contrat à l'été 2022, Rossi paraphe un nouveau contrat se finissant à l'issue de la saison avec le club le 17 février 2023.
Quelques semaines plus tard, en juillet 2023, il annonce sa retraite.

## Carrière internationale
Rossi a représenté l'Italie à presque tous les niveaux de jeunes, de l'moins de 16 ans à l'moins de 21 ans. En 2006, il a été invité à un camp d'entraînement pré-Coupe du Monde avec l'Équipe des États-Unis de soccer par le coach Bruce Arena, mais a décliné, exprimant son désir de jouer pour l'Italie. Il a été convoqué pour le Championnat d'Europe des moins de 21 ans 2007 par le sélectionneur des moins de 21 ans de l'Italie, Pierluigi Casiraghi. L'année suivante, il a marqué quatre buts aux Jeux olympiques d'été de 2008, ce qui fait de lui le meilleur buteur du tournoi, malgré une élimination en quart de finale avec l'Italie, à la suite d'une défaite 3-2 contre la Belgique le 16 août, lors duquel il a marqué deux fois sur penalty; ses deux autres buts sont venus dans le match d'ouverture de la compétition - une victoire 3-0 contre le Honduras le 7 août, lors duquel il a marqué le deuxième but du match sur penalty - et dans le deuxième match de groupe de l'Italie le 10 août - une victoire 3-0 sur la République de Corée - lors duquel il a marqué le premier but.
L'entraîneur de l'équipe nationale de football italienne, Marcello Lippi, a déclaré que si Rossi avait été en forme, il aurait été convoqué pour les qualifications pour la Coupe du Monde 2010 en septembre 2008. Rossi a été appelé en équipe d'Italie en octobre 2008, faisant ses débuts en équipe nationale senior en tant que remplaçant en seconde mi-temps lors d'un match nul 0-0 à l'extérieur contre la Bulgarie le 11 octobre, dans un match de qualification pour la Coupe du Monde 2010. Rossi a marqué son premier but pour l'équipe nationale italienne le 6 juin 2009, lors d'un match amical contre l'Irlande du Nord, à l'Arena Garibaldi de Pise. Il a également marqué deux buts lors d'une victoire 3-1 contre son pays de naissance, les États-Unis, lors du match d'ouverture de l'Italie à la Coupe des confédérations 2009 en Afrique du Sud le 15 juin 2009, bien que l'Italie ait par la suite perdu ses deux matchs suivants et ait subi une élimination au premier tour.
Rossi a été inclus dans la liste provisoire de 28 hommes de Lippi pour la Coupe du monde de football 2010, qui avait été annoncée en mai, mais il n'a pas réussi à faire partie des 23 derniers sélectionnés.
Le 17 novembre 2010, pour sa 18e sélection avec l'Italie, Rossi a été choisi par l'entraîneur italien Cesare Prandelli pour porter le brassard de capitaine pour la première fois avant le match amical de l'équipe contre la Roumanie.
Après une absence de deux ans de l'équipe nationale due à une blessure, qui l'a empêché de participer à l'Euro 2012, Rossi est apparu dans un match de qualification pour la Coupe du monde 2014 le 15 octobre 2013, alors que l'Italie faisait match nul 2-2 contre l'Arménie à domicile,. Le 13 mai 2014, Rossi a été nommé dans la liste provisoire de 30 hommes de l'Italie pour la Éliminatoires de la Coupe du monde de football 2014, cependant le 1er juin, il a été annoncé que Rossi n'avait pas fait partie des 23 derniers sélectionnés pour la Coupe du Monde.
Le 24 mai 2016, le successeur de Prandelli à la tête de l'équipe italienne, Antonio Conte, a publié sa liste restreinte de 30 hommes pour l'Championnat d'Europe de football 2016 ; Rossi n'a pas été sélectionné.

### Sélection
Ayant une double nationalité (italienne et américaine), Rossi se voit offrir une place dans la sélection américaine pour la Coupe du monde 2006, qu'il refuse.
Il joue ensuite avec l'Italie la Coupe des confédérations 2009, il inscrit un doublé dès le premier match contre les États-Unis.
Le 9 février 2011, alors que la Nazionale est menée un but à zéro face à l'Allemagne lors d'un match amical, il entre en deuxième période et marque le but égalisateur à la 81e minute.

## Statistiques

### Générales
| Saison                | Club                    | Championnat           | Championnat | Championnat | Championnat | Coupe nationale | Coupe nationale | Coupe nationale | Coupe de la Ligue | Coupe de la Ligue | Coupe de la Ligue | Compétition(s) continentale(s) | Compétition(s) continentale(s) | Compétition(s) continentale(s) | Compétition(s) continentale(s) | Italie | Italie | Italie | Total | Total | Total |
| Saison                | Club                    | Division              | M.          | B.          | P.d.        | M.              | B.              | P.d.            | M.                | B.                | P.d.              | Comp.                          | M.                             | B.                             | P.d.                           | M.     | B.     | P.d.   | M.    | B.    | P.d.  |
| 2004-2005             | Manchester United       | Premier League        | -           | -           | -           | -               | -               | -               | 2                 | 0                 | 0                 | -                              | -                              | -                              | -                              | -      | -      | -      | 2     | 0     | 0     |
| 2005-2006             | Manchester United       | Premier League        | 5           | 1           | 0           | 2               | 2               | 2               | 3                 | 1                 | 2                 | C1                             | 2                              | 0                              | 0                              | -      | -      | -      | 12    | 4     | 4     |
| Sous-total            | Sous-total              | Sous-total            | 5           | 1           | 0           | 2               | 2               | 2               | 5                 | 1                 | 2                 | -                              | 2                              | 0                              | 0                              | -      | -      | -      | 14    | 4     | 4     |
| 2006-2007             | Newcastle United (prêt) | Premier League        | 11          | 0           | 0           | -               | -               | -               | 2                 | 1                 | 0                 | -                              | -                              | -                              | -                              | -      | -      | -      | 13    | 1     | 0     |
| 2006-2007             | Parme FC (prêt)         | Serie A               | 19          | 9           | 4           | -               | -               | -               | -                 | -                 | -                 | C3                             | 1                              | 0                              | 0                              | -      | -      | -      | 20    | 9     | 4     |
| 2007-2008             | Villarreal CF           | Liga                  | 27          | 11          | 3           | 5               | 2               | 0               | -                 | -                 | -                 | C3                             | 5                              | 0                              | 0                              | -      | -      | -      | 37    | 13    | 3     |
| 2008-2009             | Villarreal CF           | Liga                  | 30          | 12          | 7           | 1               | 0               | 0               | -                 | -                 | -                 | C1                             | 8                              | 3                              | 1                              | 8      | 3      | 1      | 47    | 18    | 9     |
| 2009-2010             | Villarreal CF           | Liga                  | 34          | 10          | 3           | 4               | 2               | 0               | -                 | -                 | -                 | C3                             | 8                              | 5                              | 0                              | 6      | 0      | 0      | 52    | 17    | 3     |
| 2010-2011             | Villarreal CF           | Liga                  | 36          | 18          | 5           | 5               | 3               | 0               | -                 | -                 | -                 | C3                             | 15                             | 11                             | 2                              | 9      | 3      | 0      | 65    | 35    | 7     |
| 2011-2012             | Villarreal CF           | Liga                  | 9           | 3           | 0           | -               | -               | -               | -                 | -                 | -                 | C1                             | 5                              | 2                              | 1                              | 4      | 0      | 2      | 18    | 5     | 3     |
| Sous-total            | Sous-total              | Sous-total            | 136         | 54          | 18          | 15              | 7               | 0               | -                 | -                 | -                 | -                              | 41                             | 21                             | 4                              | 27     | 6      | 3      | 219   | 88    | 25    |
| 2012-2013             | ACF Fiorentina          | Serie A               | 1           | 0           | 0           | -               | -               | -               | -                 | -                 | -                 | -                              | -                              | -                              | -                              | -      | -      | -      | 1     | 0     | 0     |
| 2013-2014             | ACF Fiorentina          | Serie A               | 21          | 16          | 3           | 1               | 0               | 0               | -                 | -                 | -                 | C3                             | 2                              | 1                              | 1                              | 3      | 1      | 0      | 27    | 18    | 4     |
| 2014-2015             | ACF Fiorentina          | Serie A               | -           | -           | -           | -               | -               | -               | -                 | -                 | -                 | -                              | -                              | -                              | -                              | -      | -      | -      | 0     | 0     | 0     |
| 2015-2016             | ACF Fiorentina          | Serie A               | 11          | 0           | 2           | 1               | 0               | 0               | -                 | -                 | -                 | C3                             | 4                              | 2                              | 0                              | -      | -      | -      | 16    | 2     | 2     |
| 2016-2017             | ACF Fiorentina          | Serie A               | 1           | 0           | 0           | -               | -               | -               | -                 | -                 | -                 | -                              | -                              | -                              | -                              | -      | -      | -      | 1     | 0     | 0     |
| Sous-total            | Sous-total              | Sous-total            | 34          | 16          | 5           | 2               | 0               | 0               | -                 | -                 | -                 | -                              | 6                              | 3                              | 1                              | 3      | 1      | 0      | 45    | 20    | 6     |
| 2015-2016             | Levante UD (prêt)       | Liga                  | 17          | 6           | 2           | -               | -               | -               | -                 | -                 | -                 | -                              | -                              | -                              | -                              | -      | -      | -      | 17    | 6     | 2     |
| 2016-2017             | Celta Vigo (prêt)       | Liga                  | 18          | 4           | 1           | 4               | 1               | 0               | -                 | -                 | -                 | C3                             | 7                              | 1                              | 0                              | -      | -      | -      | 29    | 6     | 1     |
| 2017-2018             | Genoa CFC               | Serie A               | 9           | 1           | 0           | 1               | 0               | 0               | -                 | -                 | -                 | -                              | -                              | -                              | -                              | -      | -      | -      | 10    | 1     | 0     |
| 2020                  | Real Salt Lake          | MLS                   | 7           | 1           | 0           | -               | -               | -               | -                 | -                 | -                 | -                              | -                              | -                              | -                              | -      | -      | -      | 7     | 1     | 0     |
| 2021-2022             | SPAL                    | Serie B               | 14          | 3           | 0           | -               | -               | -               | -                 | -                 | -                 | -                              | -                              | -                              | -                              | -      | -      | -      | 14    | 3     | 0     |
| 2022-2023             | SPAL                    | Serie B               | 5           | 0           | 0           | -               | -               | -               | -                 | -                 | -                 | -                              | -                              | -                              | -                              | -      | -      | -      | 5     | 0     | 0     |
| Sous-total            | Sous-total              | Sous-total            | 19          | 3           | 0           | -               | -               | -               | -                 | -                 | -                 | -                              | -                              | -                              | -                              | -      | -      | -      | 19    | 3     | 0     |
| Total sur la carrière | Total sur la carrière   | Total sur la carrière | 275         | 95          | 30          | 24              | 10              | 2               | 7                 | 2                 | 2                 | -                              | 57                             | 25                             | 5                              | 30     | 7      | 3      | 393   | 139   | 42    |